# Screen Actors Guild Awards 1995
Die 1. Verleihung der US-amerikanischen Screen Actors Guild Awards (englisch 1st Screen Actors Guild Awards), die die Screen Actors Guild jedes Jahr in den Bereichen Film (4 Kategorien) und Fernsehen (8 Kategorien) vergibt, fand am 25. Februar 1995 in den Universal Studios in Universal City statt. Die so genannten SAG Awards ehren, im Gegensatz beispielsweise zum Golden Globe Award, nur Film-, Fernseh- und Ensembleschauspieler und gelten als Gradmesser für die bevorstehende Oscar-Verleihung. Gekürt werden die Sieger von den Mitgliedern der Screen Actors Guild, der man angehören muss, um in den Vereinigten Staaten als Schauspieler zu arbeiten. In den Vereinigten Staaten wurde die Verleihung live vom Sender NBC gezeigt.
Für sein Lebenswerk wurde der US-amerikanische Schauspieler George Burns gewürdigt.

## Gewinner und Nominierte im Bereich Film
| Film                  | N | A |
| --------------------- | - | - |
| Forrest Gump          | 4 | 1 |
| Pulp Fiction          | 3 | 0 |
| Bullets Over Broadway | 2 | 1 |
| Die Verurteilten      | 2 | 0 |

### Bester Hauptdarsteller
Tom Hanks – Forrest Gump
Morgan Freeman – Die Verurteilten (The Shawshank Redemption)
Paul Newman – Nobody’s Fool – Auf Dauer unwiderstehlich (Nobody’s Fool)
Tim Robbins – Die Verurteilten (The Shawshank Redemption)
John Travolta – Pulp Fiction

### Beste Hauptdarstellerin
Jodie Foster – Nell
Jessica Lange – Operation Blue Sky (Blue Sky)
Meg Ryan – When a Man Loves a Woman – Eine fast perfekte Liebe (When a Man Loves a Woman)
Susan Sarandon – Der Klient (The Client)
Meryl Streep – Am wilden Fluß (The River Wild)

### Bester Nebendarsteller
Martin Landau – Ed Wood
Samuel L. Jackson – Pulp Fiction
Chazz Palminteri – Bullets Over Broadway
Gary Sinise – Forrest Gump
John Turturro – Quiz Show

### Beste Nebendarstellerin
Dianne Wiest – Bullets Over Broadway
Jamie Lee Curtis – True Lies – Wahre Lügen (True Lies)
Sally Field – Forrest Gump
Uma Thurman – Pulp Fiction
Robin Wright – Forrest Gump

## Gewinner und Nominierte im Bereich Fernsehen
| Serie/Film                         | N | A |
| ---------------------------------- | - | - |
| Seinfeld                           | 3 | 2 |
| Picket Fences – Tatort Gartenzaun  | 3 | 1 |
| Verrückt nach dir                  | 3 | 1 |
| Chicago Hope – Endstation Hoffnung | 3 | 0 |
| Frasier                            | 3 | 0 |
| New York Cops – NYPD Blue          | 2 | 2 |
| Murphy Brown                       | 2 | 0 |
| Roseanne                           | 2 | 0 |

### Bester Darsteller in einem Fernsehfilm oder Miniserie
Raúl Juliá (postum) – Flammen des Widerstands – Der Kampf des Chico Mendes (The Burning Season)
James Garner – Detektiv Rockford – L. A. – Ich liebe dich (The Rockford Files: I Still Love L.A.)
John Malkovich – Heart of Darkness
Gary Sinise – Stephen Kings The Stand – Das letzte Gefecht (The Stand)
Forest Whitaker – Der Feind in den eigenen Reihen (The Enemy Within)

### Beste Darstellerin in einem Fernsehfilm oder Miniserie
Joanne Woodward – Maggie, Maggie (Breathing Lessons)
Katharine Hepburn – Eine Weihnacht (One Christmas)
Diane Keaton – Amelia Earhart – Der letzte Flug (Amelia Earhart: The Final Flight)
Sissy Spacek – Wird Annie leben? (A Place for Annie)
Cicely Tyson – Die älteste noch lebende Rebellenwitwe erzählt (Oldest Living Confederate Widow Tells All)

### Bester Darsteller in einer Dramaserie
Dennis Franz – New York Cops – NYPD Blue (NYPD Blue)
Hector Elizondo – Chicago Hope – Endstation Hoffnung (Chicago Hope)
Mandy Patinkin – Chicago Hope – Endstation Hoffnung (Chicago Hope)
Tom Skerritt – Picket Fences – Tatort Gartenzaun (Picket Fences)
Patrick Stewart – Raumschiff Enterprise – Das nächste Jahrhundert (Star Trek: The Next Generation)

### Beste Darstellerin in einer Dramaserie
Kathy Baker – Picket Fences – Tatort Gartenzaun (Picket Fences)
Swoosie Kurtz – Ein Strauß Töchter (Sisters)
Angela Lansbury – Mord ist ihr Hobby (Murder, She Wrote)
Jane Seymour – Dr. Quinn – Ärztin aus Leidenschaft (Dr. Quinn, Medicine Woman)
Cicely Tyson – Alles schön und Recht (Sweet Justice)

### Bester Darsteller in einer Comedyserie
Jason Alexander – Seinfeld
John Goodman – Roseanne
Kelsey Grammer – Frasier
David Hyde Pierce – Frasier
Paul Reiser – Verrückt nach dir (Mad About You)

### Beste Darstellerin in einer Comedyserie
Helen Hunt – Verrückt nach dir (Mad About You)
Candice Bergen – Murphy Brown
Ellen DeGeneres – Ellen
Julia Louis-Dreyfus – Seinfeld
Roseanne Barr – Roseanne

### Bestes Schauspielensemble in einer Dramaserie
New York Cops – NYPD Blue (NYPD Blue)

Gordon Clapp, Dennis Franz, Sharon Lawrence, James McDaniel, Gail O’Grady, Jimmy Smits und Nicholas Turturro
Chicago Hope – Endstation Hoffnung (Chicago Hope)
Adam Arkin, Hector Elizondo, Thomas Gibson, Roxanne Hart, Peter MacNicol, E. G. Marshall und Mandy Patinkin
Emergency Room – Die Notaufnahme (ER)
George Clooney, Anthony Edwards, Eriq La Salle, Julianna Margulies, Sherry Stringfield und Noah Wyle
Law & Order
Jill Hennessy, Steven Hill, S. Epatha Merkerson, Chris Noth, Jerry Orbach und Sam Waterston
Picket Fences – Tatort Gartenzaun (Picket Fences)
Kathy Baker, Don Cheadle, Holly Marie Combs, Kelly Connell, Robert Cornthwaite, Fyvush Finkel, Lauren Holly, Costas Mandylor, Justin Shenkarow, Tom Skerritt, Leigh Taylor-Young, Ray Walston und Adam Wylie

### Bestes Schauspielensemble in einer Comedyserie
Seinfeld

Jason Alexander, Julia Louis-Dreyfus, Michael Richards und Jerry Seinfeld
Frasier
Peri Gilpin, Kelsey Grammer, Jane Leeves, John Mahoney und David Hyde Pierce
Verrückt nach dir (Mad About You)
Helen Hunt, Leila Kenzle, Richard Kind, Lisa Kudrow, John Pankow, Anne Ramsay und Paul Reiser
Murphy Brown
Candice Bergen, Pat Corley, Faith Ford, Charles Kimbrough, Joe Regalbuto und Grant Shaud
Ausgerechnet Alaska (Northern Exposure)
Darren E. Burrows, John Corbett, Barry Corbin, John Cullum, Cynthia Geary, Elaine Miles, Rob Morrow, Peg Phillips, Teri Polo, Paul Provenza und Janine Turner

## Preis für das Lebenswerk
George Burns